# Tomas Confesor
Tomas Valenzuela Confesor (* 2. März 1891 in Iloilo; † 6. Juni 1951) war ein philippinischer Politiker.

## Leben

### Herkunft, Studium und Abgeordneter
Der aus einfachen Verhältnissen stammende Confesor wanderte nach dem Besuch der High School in Iloilo 1908 in die USA aus und arbeitete dort als Hausmeister, um sein Studium zu finanzieren. Zunächst absolvierte er ein Studium der Handelsbetriebslehre an der University of California, das er mit einem Bachelor of Science (B.Sc. Commerce) abschloss. Ein weiteres Studium der Wirtschaftswissenschaften an der University of Chicago beendete er mit einem Bachelor of Philosophy (B.Ph. Economics). Nach seiner Rückkehr auf die Philippinen wurde er von den US-amerikanischen Kolonialverwaltung zum Schulrat (School Supervisor) von Jaro ernannt.
Seine politische Laufbahn begann Confesor, als er 1922 zum Mitglied des Repräsentantenhauses gewählt wurde und dort den Wahlbezirk Iloilo III vertrat. In der Folgezeit wurde er durch sein Eintreten gegen Missstände in der Verwaltung sowie Regierung bekannt und in seinem Wahlkreis zwei Mal wiedergewählt. Er war der maßgebliche Autor des Gesetzes für Genossenschaftsvertrieb (Act 3425 Cooperative Marketing Law), das die Genossenschaftsbewegung auf den Philippinen förderte und besonders die Gründung von Landwirtschaftsgenossenschaften vorantrieb. Nach drei Wahlperioden schied er 1931 aus dem Repräsentantenhaus aus.
1933 wurde Confesor von Generalgouverneur Theodore Roosevelt, Jr. zum ersten einheimischen Direktor für Handel der US-amerikanischen Kolonialverwaltung ernannt. Nach Gründung des Commonwealth der Philippinen 1935 von Präsident Manuel Quezon zum Leiter der Nationalen Genossenschaftsverwaltung (National Cooperatives Administration) ernannt. In dieser Funktion initiierte er die Organisation von Finanzierungsgruppen, die zahllose Kleinbauern aus der Abhängigkeit von ausbeuterischen Geschäftsleuten und Wucherern befreite.

### Commonwealth der Philippinen, Zweiter Weltkrieg und Nachkriegszeit
1935 gehörte er zu den Delegierten des Verfassungskonvents, der die Verfassung der Philippinen ausarbeitete und war danach zwischen 1935 und 1938 als Vertreter des dritten Wahlbezirks von Iloilo erneut Mitglied des Repräsentantenhauses.
Danach wurde er Gouverneur von Iloilo und befand sich bei Ausbruch des Pazifikkrieges am 7. Dezember 1941 in seiner zweiten Amtszeit. Nach Beginn der Besetzung durch Japan am 16. April 1942 wurde er aufgefordert, in der danach eingesetzten „Marionettenregierung“ mitzuarbeiten. Nachdem er dieses abgelehnt hatte, wurde er von den Japanern angegriffen.
In der Folgezeit organisierte Confesor eine Widerstandsgruppe gegen die japanische Besatzungstruppen in seiner Heimatprovinz und wurde wegen seiner dortigen Aktivitäten unmittelbar darauf von Präsident Quezon zum „Kriegszeit-Gouverneur des Freien Panay und Romblon“ ernannt. Während der gesamten Besatzungszeit leitete er seine Guerillagruppen im Kampf gegen die japanische Armee.
Für seine herausragenden Verdienste während des Krieges wurde er 1945 von Präsident Sergio Osmeña zum Kommandeur der Ehrenlegion (Philippine Legion of Honor). Kurz darauf wurde er nach der Wiederherstellung des Commonwealth der Philippinen am 8. April 1945 zum Innenminister (Secretary of the Interior) ernannt.
Bei den ersten nationalen Wahlen nach dem Zweiten Weltkrieg wurde Confesor 1946 zum Senator gewählt. Kurz vor dem Ende seiner sechsjährigen Wahlzeit verstarb er am 6. Juni 1945 an den Folgen eines Herzinfarkts.